# Toss Panos
 (mars 2019).
Si vous disposez d'ouvrages ou d'articles de référence ou si vous connaissez des sites web de qualité traitant du thème abordé ici, merci de compléter l'article en donnant les références utiles à sa vérifiabilité et en les liant à la section « Notes et références ».
Anastasios "Toss" Panos, né le 14 février 1964  à Athènes (Grèce), est un batteur américain d'origine grecque.

## Biographie
À l'âge de sept ans, ses parents quittent la Grèce pour s'installer à San Diego aux États-Unis. À 19 ans, il étudie au Musicians Institute (en) de Los Angeles où il obtient son diplôme. Par la suite il enseignera lui-même dans cette même école.
Il joue pour des jingles publicitaires, musique de films et pour des shows télévisés. Il a un répertoire blues, funk, rock, rock progressif et country. Il possède aussi son propre studio d'enregistrement : Tossimos Recording Studio.

## Participation
Parmi les groupes ou chanteurs qui ont joué avec Toss Panos : Steve Vai, Larry Carlton, Robben Ford, Cliff Richard, Faith Hill, Dweezil Zappa, Sting, Stephen Stills, Paul Rodgers, Andy Summers, Zucchero, Steve Lukather, Sheryl Crow, John Scofield, Michael Landau.

## Source
- (en) http://www.drummerworld.com/drummers/Toss_Panos.html